# Kari Aalvik Grimsbø
Kari Aalvik Grimsbø (Bergen, 4 de janeiro de 1985) é uma handebolista profissional norueguesa, que atua como goleiro ela é bicampeã olímpica. Grimbo é considerada uma das melhores goleiras da história do handebol. Ela fez parte da geração de ouro da Seleção Norueguesa de Handebol Feminino.

## Carreira
Grimsbo começou a atua na seleção Norueguesa em 2005, em uma partida contra Portugal.